# حضارة الخزف المحزم

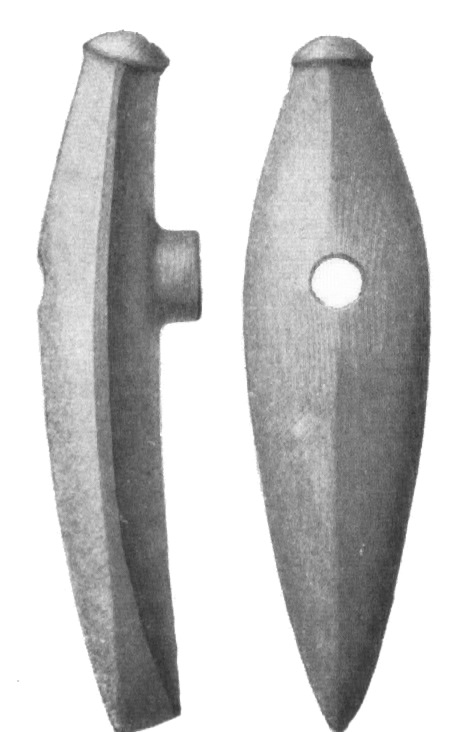
فأس معركة على شكل قارب من ناركه

حضارة الخزف المحزَّم (بالألمانية: Schnurkeramik، بالفرنسية: cordée CERAMIQUE). في وسط أوروبا حوالي 2900-2450 / 2350 ق.م)،  تعرف أيضاً باسم حضارة فأس المعركة أو حضارة القبور الإفرادية، وهي موقع أثري أوروبي ضخم بدأ في أواخر العصر الحجري الحديث (العصر الحجري)، وازدهر خلال العصر النحاسي، ووصل ذروته في أوائل العصر البرونزي.
أخذت هذه الحضارة اسمها من شكل القدور التي عثر عليها في تلك الفترة والتي كانت تحوي على تحزيزات توحي أنها كانت محزمة بالحبال.

## دورها في نشر اللغات الهندية الأوروبية

### انتشار اللغات الهندية الأوروبية
ربما لعبت دورًا مركزيًا في انتشار اللغات في أوروبا خلال العصرين النحاسي والبرونزي.  وفقًا لما ذكره مالوري (1999)، أن هذه الحضارة قد تكون السلف المشترك لعصور ما قبل التاريخ للغات السلتيك، والجرمانية، والبلطيق، والسلافية، وربما بعض اللغات الهندية الأوروبية. ومع ذلك، يشير مالوري أيضًا إلى أنها لا يمكن أن تفسر اليونانية والإليرية والشرقية الإيطالية، والتي قد تكون مشتقة من جنوب شرق أوروبا. يقترح مالوري أن ثقافة بيكر كانت مرتبطة بفرع أوروبي من اللهجات الهندية الأوروبية، يُطلق عليه شمال غرب الهندية الأوروبية، وانتشرت شمالًا من مناطق جبال الألب.
طبقًا لأنتوني (2007)، قد تكون هذه الحضارة قد أدخلت الجرمانية والبلطيق والسلافية إلى شمال أوروبا. وفقًا له، قد تكون اللهجات ما قبل الجرمانية قد تطورت في ثقافة أوساتوفو في جنوب شرق أوروبا الوسطى بين دنيستر وفيستولا ما بين عاميّ 3100 و2800 قبل الميلاد.  بين 3100 و2800/2600 قبل الميلاد، حدثت هجرة شعبية حقيقية للمتحدثين البروتو الهندو-أوروبيين من ثقافة اليمنايا إلى وادي الدانوب، والتي وصلت في النهاية إلى المجر. تطورت السلافية في وسط دنيبر (أوكرانيا الحالية).
وفقًا لنظرية جيمبوتاس الأصلية، كانت الهندو أوروبية تحولًا ثقافيًا وليس ماديًا. يفهم جيمبوتاس هجرة اليمنايا من أوروبا الشرقية إلى أوروبا الوسطى والغربية على أنها انتصار عسكري، ما أدى إلى فرض اليمنايا نظامًا إداريًا جديدًا ولغة ودينًا على المجموعات الأصلية. لم يكن لدى الأوروبيبن القدامى (مجموعات السكان الأصليين) محاربين ولا خيول، وعاشت (غالبًا) على شكل ملكيات ثيوقراطية ترأسها ملكة في مجتمعات متساوية نسبيًا على عكس البنية الاجتماعية لليامنايا والثقافات المشتقة التي تبعتهم.
يقترح ديفيد أنتوني (2007)، أن انتشار اللغات الهندو أوروبية ربما لم يحدث خلال الهجرات الشعبية من النوع المتسلسل، ولكن من خلال إدخال هذه اللغات عن طريق الطقوس السياسية.  التي تمت محاكاتها من قبل مجموعات كبيرة من الناس، وهي عملية يسميها تجنيد النخبة. ومع ذلك، يلاحظ أنتوني، أن الهجرة الجماعية لشعب اليمنايا إلى شمال أوروبا لا تتطلب هيمنة النخبة لنقل اللغات الهندية الأوروبية إلى أوروبا. بدلاً من ذلك،  تظهر النتائج إمكانية تقديم اللغات ببساطة من خلال قوة الأرقام: من خلال الهجرة الرئيسية التي شارك فيها كلا الجنسين.
يشير العالم اللغوي غوس كرونين إلى أن المتحدثين باللغات الهندية الأوروبية واجهوا مجموعات سكانية موجودة في أوروبا تتحدث لغات غير الهندية الأوروبية وغير مرتبطة بهجرتهم إلى أوروبا من منطقة ثقافة اليمنايا على هامش أوروبا. وركّز على كل من التأثيرات على اللغات الهندية الأوروبية التي نتجت عن هذا الاتصال والتحقيق في اللغات الموجودة مسبقًا.  لا يُعرف سوى القليل نسبيًا عن المشهد اللغوي لما قبل الهندو أوروبية في أوروبا، باستثناء إقليم الباسك، حيث تسببت اللغات الهندية الأوروبية في حدوث انقراض لغوي هائل وغير مسجل إلى حد كبير، من خلال التحول اللغوي. تهدف دراسة كرونين لعام 2015 إلى إظهار أن خطاب ما قبل الهندو أوروبية يحتوي على توقيع واضح من العصر الحجري الحديث ينبع من عائلة لغة بحر إيجة، وبالتالي أنماط مع هجرة ما قبل التاريخ لأول مجموعات زراعية في أوروبا.

### استشهادات
1. ↑  vrpčasta keramika | Hrvatska enciklopedija نسخة محفوظة 14 أكتوبر 2017 على موقع واي باك مشين.
2. ↑  Baldia، Maximilian O (2006). "The Corded Ware/Single Grave Culture". مؤرشف من الأصل في 2011-07-18.
3. ↑  Kristiansen 2017.
4. ↑  Cunliffe، Barry (1994). The Oxford Illustrated Prehistory of Europe. Oxford University Press. ص. 250–254. ISBN:978-0-19-814385-7. مؤرشف من الأصل في 2021-10-24.
5. ↑  Mallory 1997، صفحات 127–128
6. ↑  Furholt, Martin (4 Jan 2021). "Mobility and Social Change: Understanding the European Neolithic Period after the Archaeogenetic Revolution". Journal of Archaeological Research (بالإنجليزية). 29 (4): 481–535. DOI:10.1007/s10814-020-09153-x. hdl:10852/85345. ISSN:1573-7756. S2CID:230718283. Archived from the original on 2022-06-12.
7. ↑  Heyd 2017.